# Campeonato de Primera D 1995-96
El Campeonato de Primera D 1995-96 fue la cuadragésima sexta edición del torneo. Se disputó desde el 2 de septiembre de 1995 hasta el 13 de julio de 1996.
Su disputa, al igual que en el torneo anterior, fue dividida en dos fases, llamadas Torneo Apertura y Torneo Clausura. La novedad fue la disputa de un Torneo reclasificatorio, para completar dieciocho equipos en Primera C, una vez finalizado el certamen. Cabe destacar también que a partir de esta temporada los partidos ganados comenzaron a entregar tres puntos en lugar de dos.
Los nuevos participantes fueron Lugano y Ferrocarril Urquiza, que volvieron de la desafiliación, y los descendidos de la Primera C, Comunicaciones y Villa San Carlos.
El campeón fue Central Ballester, que venció en la final entre los ganadores del Apertura y el Clausura, y obtuvo el primer ascenso. Asimismo, el ganador del Torneo reducido, Cañuelas, ganó la definición con el perdedor de la final y consiguió el segundo ascenso.
Un tercer ascenso fue para San Martín de Burzaco, a través del Torneo Reclasificatorio entre los equipos que no habían ascendido ni perdido la categoría, con equipos de la Primera C.
Por último, el torneo determinó la desafiliación por una temporada de Atlas y Ferrocarril Urquiza, últimos en la tabla de promedios.

## Ascensos y descensos
| Promedio | Desafiliados de la Primera D 1994-95 |
| -------- | ------------------------------------ |
| 15.º     | Muñiz                                |
| 16.º     | Centro Español                       |

| Reafiliados         |
| ------------------- |
| Lugano              |
| Ferrocarril Urquiza |

| Posición   | Ascendidos a la Primera C 1995-96 |
| ---------- | --------------------------------- |
| Campeón    | Justo José de Urquiza             |
| Gan. final | General Lamadrid                  |

| Promedio | Descendidos de la Primera C 1994-95 |
| -------- | ----------------------------------- |
| 18.º     | Comunicaciones                      |
| 19.º     | Villa San Carlos                    |

## Equipos
| Equipo              | Ciudad            | Estadio                              | Capacidad |
| ------------------- | ----------------- | ------------------------------------ | --------- |
| Acassuso            | Boulogne          | La Quema                             | 800       |
| Atlas               | General Rodríguez | Ricardo Puga                         | 2500      |
| Cañuelas            | Cañuelas          | Jorge Alfredo Arín                   | 1500      |
| Central Ballester   | José León Suárez  | Central Ballester Libertarios Unidos | 500 6000  |
| Claypole            | Claypole          | Rodolfo Vicente Capocasa             | 1000      |
| Comunicaciones      | Buenos Aires      | Alfredo Ramos                        | 3500      |
| Fénix               | Buenos Aires      | Juan Pasquale                        | 10.000    |
| Ferrocarril Urquiza | Villa Lynch       | Monumental de Villa Lynch            | 1000      |
| Juventud Unida      | San Miguel        | Franco Muggeri                       | 3200      |
| Lugano              | Tapiales          | José María Moraños                   | 1500      |
| Sacachispas         | Buenos Aires      | Roberto Larrosa                      | 4000      |
| San Martín          | Burzaco           | Francisco Boga                       | 5000      |
| Sportivo Barracas   | Buenos Aires      | Roberto Larrosa                      | 4000      |
| Victoriano Arenas   | Valentín Alsina   | Saturnino Moure                      | 1500      |
| Villa San Carlos    | Berisso           | Genacio Sálice                       | 4000      |
| Yupanqui            | Buenos Aires      | Delfín Edmundo Benítez               | 500       |

| 1. 2. 3. 4. |

### Distribución geográfica de los equipos
| Región                                   | Cant. | Equipos |
| ---------------------------------------- | ----- | --- |
| Conurbano bonaerense                     | 8     | Acassuso, Central Ballester, Claypole, Ferrocarril Urquiza, Juventud Unida, Lugano, San Martín (B) y Victoriano Arenas |
| Ciudad de Buenos Aires                   | 5     | Comunicaciones, Fénix, Sacachispas, Sportivo Barracas y Yupanqui                                                       |
| Interior de la provincia de Buenos Aires | 2     | Atlas y Cañuelas |
| Gran La Plata                            | 1     | Villa San Carlos |

## Formato

### Competición
Se disputaron dos torneos: Apertura y Clausura. En cada uno de ellos, los 16 equipos se enfrentaron todos contra todos. Ambos se jugaron a una sola rueda. Los partidos disputados en el Torneo Clausura representaron los desquites de los del Torneo Apertura, invirtiendo la localía. Si el ganador de ambas fases fuera el mismo equipo, sería el campeón. En cambio, si los ganadores del Apertura y el Clausura fueran dos equipos distintos disputarían una final a dos partidos para determinarlo. El perdedor de la final, por su parte, definiría el segundo ascenso frente al ganador del Torneo reducido.
Por otro lado, los ocho equipos que, al finalizar la disputa, ocuparan los primeros puestos de la tabla general de la temporada (excluyendo al o a los ganadores de cada fase) clasificarían al Torneo reducido, cuyo ganador disputaría una final contra el perdedor de la final por el primer ascenso, si la hubiera. En caso de no haberla, obtendría directamente el segundo ascenso.
Finalmente, todos los equipos que no lograron el ascenso y mantuvieron la categoría jugaron, una vez finalizado el campeonato, un Torneo Reclasificatorio  con equipos de la Primera C, que entregaría dos plazas en dicha categoría.

### Ascensos
El campeón obtuvo el primer ascenso a la Primera C y el ganador de la serie entre el perdedor de la final por el campeonato y el ganador del Torneo reducido logró el segundo.
En el Torneo Reclasificatorio, de los dos cupos que entregaba el mismo en la división superior, uno correspondió a un equipo de la Primera D, lo que significó un ascenso más para la categoría.

### Descensos
Al final de la temporada, los dos equipos con peor promedio fueron suspendidos en su afiliación por un año.

## Torneo Apertura 1995

### Tabla de posiciones final
| Pos. | Equipo              | Pts. | PJ | PG | PE | PP | GF | GC | Dif. |
| ---- | ------------------- | ---- | -- | -- | -- | -- | -- | -- | ---- |
| 1.º  | Central Ballester   | 32   | 15 | 9  | 5  | 1  | 29 | 12 | 17   |
| 2.º  | Cañuelas            | 27   | 15 | 7  | 6  | 2  | 22 | 13 | 9    |
| 3.º  | San Martín (B)      | 26   | 15 | 7  | 5  | 3  | 25 | 17 | 8    |
| 4.º  | Acassuso            | 25   | 15 | 6  | 7  | 2  | 19 | 14 | 5    |
| 5.º  | Lugano              | 24   | 15 | 6  | 6  | 3  | 20 | 14 | 6    |
| 6.º  | Claypole            | 24   | 15 | 6  | 6  | 3  | 18 | 13 | 5    |
| 7.º  | Sacachispas         | 20   | 15 | 5  | 7  | 3  | 31 | 24 | 7    |
| 8.º  | Comunicaciones      | 20   | 15 | 5  | 5  | 5  | 21 | 14 | 7    |
| 9.º  | Yupanqui            | 18   | 15 | 4  | 6  | 5  | 15 | 20 | −5   |
| 10.º | Villa San Carlos    | 17   | 15 | 3  | 8  | 4  | 13 | 17 | −4   |
| 11.º | Sportivo Barracas   | 16   | 15 | 4  | 4  | 7  | 14 | 20 | −6   |
| 12.º | Fénix               | 15   | 15 | 3  | 6  | 6  | 14 | 23 | −9   |
| 13.º | Juventud Unida      | 15   | 15 | 4  | 3  | 8  | 12 | 25 | −13  |
| 14.º | Victoriano Arenas   | 13   | 15 | 2  | 7  | 6  | 20 | 23 | −3   |
| 15.º | Atlas               | 11   | 15 | 2  | 5  | 8  | 13 | 24 | −11  |
| 16.º | Ferrocarril Urquiza | 10   | 15 | 2  | 4  | 9  | 6  | 19 | −13  |

|  | Clasificado a la final por el título. |

## Torneo Clausura 1996

### Tabla de posiciones final
| Pos. | Equipo              | Pts. | PJ | PG | PE | PP | GF | GC | Dif. |
| ---- | ------------------- | ---- | -- | -- | -- | -- | -- | -- | ---- |
| 1.º  | San Martín (B)      | 33   | 15 | 10 | 3  | 2  | 25 | 13 | 12   |
| 2.º  | Comunicaciones      | 29   | 15 | 8  | 5  | 2  | 18 | 8  | 10   |
| 3.º  | Central Ballester   | 29   | 15 | 9  | 2  | 4  | 23 | 14 | 9    |
| 4.º  | Yupanqui            | 26   | 15 | 7  | 5  | 3  | 25 | 13 | 12   |
| 5.º  | Cañuelas            | 25   | 15 | 7  | 4  | 4  | 25 | 12 | 13   |
| 6.º  | Acassuso            | 25   | 15 | 7  | 4  | 4  | 16 | 13 | 3    |
| 7.º  | Victoriano Arenas   | 22   | 15 | 6  | 4  | 5  | 31 | 17 | 14   |
| 8.º  | Lugano              | 21   | 15 | 6  | 3  | 6  | 23 | 22 | 1    |
| 9.º  | Sportivo Barracas   | 21   | 15 | 6  | 3  | 6  | 21 | 20 | 1    |
| 10.º | Villa San Carlos    | 21   | 15 | 5  | 6  | 4  | 19 | 20 | −1   |
| 11.º | Sacachispas         | 20   | 15 | 5  | 5  | 5  | 22 | 19 | 3    |
| 12.º | Claypole            | 20   | 15 | 5  | 5  | 5  | 15 | 21 | −6   |
| 13.º | Fénix               | 12   | 15 | 2  | 6  | 7  | 18 | 24 | −6   |
| 14.º | Atlas               | 11   | 15 | 3  | 2  | 10 | 20 | 38 | −18  |
| 15.º | Juventud Unida      | 10   | 15 | 2  | 4  | 9  | 14 | 28 | −14  |
| 16.º | Ferrocarril Urquiza | 4    | 15 | 1  | 1  | 13 | 8  | 41 | −33  |

|  | Clasificado a la final por el título. |

## Final por el campeonato
Fue disputada por los ganadores de los torneos Apertura y Clausura, Central Ballester y San Martín (B), respectivamente. El ganador se consagró campeón y obtuvo el primer ascenso a la Primera C.
| San Martín (B)    | 1 - 0 | Central Ballester | Talleres (RE)      | 1 de junio |
| Central Ballester | 2 - 0 | San Martín (B)    | Ramón Roque Martín | 8 de junio |

## Tabla de posiciones general de la temporada
| Pos. | Equipo              | Pts. | PJ | PG | PE | PP | GF | GC | Dif. |
| ---- | ------------------- | ---- | -- | -- | -- | -- | -- | -- | ---- |
| 1.º  | Central Ballester   | 61   | 30 | 18 | 7  | 5  | 52 | 26 | 26   |
| 2.º  | San Martín (B)      | 59   | 30 | 17 | 8  | 5  | 50 | 30 | 20   |
| 3.º  | Cañuelas            | 52   | 30 | 14 | 10 | 6  | 47 | 25 | 22   |
| 4.º  | Acassuso            | 50   | 30 | 13 | 11 | 6  | 35 | 27 | 8    |
| 5.º  | Comunicaciones      | 49   | 30 | 13 | 10 | 7  | 39 | 22 | 17   |
| 6.º  | Lugano              | 45   | 30 | 12 | 9  | 9  | 43 | 36 | 7    |
| 7.º  | Yupanqui            | 44   | 30 | 11 | 11 | 8  | 40 | 33 | 7    |
| 8.º  | Claypole            | 44   | 30 | 11 | 11 | 8  | 33 | 34 | −1   |
| 9.º  | Sacachispas         | 40   | 30 | 10 | 12 | 8  | 53 | 43 | 10   |
| 10.º | Villa San Carlos    | 38   | 30 | 8  | 14 | 8  | 32 | 37 | −5   |
| 11.º | Sportivo Barracas   | 37   | 30 | 10 | 7  | 13 | 35 | 40 | −5   |
| 12.º | Victoriano Arenas   | 35   | 30 | 8  | 11 | 11 | 51 | 40 | 11   |
| 13.º | Fénix               | 27   | 30 | 5  | 12 | 13 | 32 | 47 | −15  |
| 14.º | Juventud Unida      | 25   | 30 | 6  | 7  | 17 | 26 | 53 | −27  |
| 15.º | Atlas               | 22   | 30 | 5  | 7  | 18 | 33 | 62 | −29  |
| 16.º | Ferrocarril Urquiza | 14   | 30 | 3  | 5  | 22 | 14 | 60 | −46  |

|  | Campeón y primer ascendido.                                                                |
|  | Clasificado a la final por el segundo ascenso como perdedor de la final por el campeonato. |
|  | Clasificados al Torneo reducido por un lugar en la final por el segundo ascenso.           |

## Torneo reducido

### Cuadro de desarrollo
|  | Cuartos de final        | Cuartos de final        | Cuartos de final        | Cuartos de final        |   |          | Semifinales     | Semifinales     | Semifinales     | Semifinales     |  |          | Final            | Final            | Final            | Final            |  |
|  | 25 de mayo y 1 de junio | 25 de mayo y 1 de junio | 25 de mayo y 1 de junio | 25 de mayo y 1 de junio |   |          | 8 y 15 de junio | 8 y 15 de junio | 8 y 15 de junio | 8 y 15 de junio |  |          | 22 y 29 de junio | 22 y 29 de junio | 22 y 29 de junio | 22 y 29 de junio |  |
|  |                         |                         |                         |                         |   |          |                 |                 |                 |                 |  |          |                  |                  |                  |                  |  |
|  |                         |                         |                         |                         |   |          |                 |                 |                 |                 |  |          |                  |                  |                  |                  |  |
|  | Cañuelas                | 4                       | 1                       | 5                       |   |          |                 |                 |                 |                 |  |          |                  |                  |                  |                  |  |
|  | Cañuelas                | 4                       | 1                       | 5                       |   |          |                 |                 |                 |                 |  |          |                  |                  |                  |                  |  |
|  | Villa San Carlos        | 1                       | 2                       | 3                       |   |          |                 |                 |                 |                 |  |          |                  |                  |                  |                  |  |
|  | Villa San Carlos        | 1                       | 2                       | 3                       |   | Cañuelas | 3               | 3               | 6               |                 |  |          |                  |                  |                  |                  |  |
|  |                         |                         |                         |                         |   | Cañuelas | 3               | 3               | 6               |                 |  |          |                  |                  |                  |                  |  |
|  |                         |                         | Yupanqui                | 2                       | 1 | 3        |                 |                 |                 |                 |  |          |                  |                  |                  |                  |  |
|  | Lugano                  | 0                       | Yupanqui                | 2                       | 1 | 3        | 4               | 4               |                 |                 |  |          |                  |                  |                  |                  |  |
|  | Lugano                  | 0                       |                         |                         |   |          |                 |                 |                 |                 |  |          |                  |                  |                  |                  |  |
|  | Yupanqui                | 4                       | 1                       | 5                       |   |          |                 |                 |                 |                 |  |          |                  |                  |                  |                  |  |
|  | Yupanqui                | 4                       | 1                       | 5                       |   |          |                 |                 |                 |                 |  | Cañuelas | 0                | 1                | 1                |                  |  |
|  |                         |                         |                         |                         |   |          |                 |                 |                 |                 |  | Cañuelas | 0                | 1                | 1                |                  |  |
|  |                         |                         | Claypole                | 0                       | 0 | 0        |                 |                 |                 |                 |  |          |                  |                  |                  |                  |  |
|  | Acassuso (v.d.)         | 1                       | Claypole                | 0                       | 0 | 0        | 2               | 3               |                 |                 |  |          |                  |                  |                  |                  |  |
|  | Acassuso (v.d.)         | 1                       |                         |                         |   |          |                 |                 |                 |                 |  |          |                  |                  |                  |                  |  |
|  | Sacachispas             | 2                       | 1                       | 3                       |   |          |                 |                 |                 |                 |  |          |                  |                  |                  |                  |  |
|  | Sacachispas             | 2                       | 1                       | 3                       |   | Acassuso | 0               | 2               | 2               |                 |  |          |                  |                  |                  |                  |  |
|  |                         |                         |                         |                         |   | Acassuso | 0               | 2               | 2               |                 |  |          |                  |                  |                  |                  |  |
|  |                         |                         | Claypole                | 1                       | 3 | 4        |                 |                 |                 |                 |  |          |                  |                  |                  |                  |  |
|  | Comunicaciones          | 0                       | Claypole                | 1                       | 3 | 4        | 0               | 0               |                 |                 |  |          |                  |                  |                  |                  |  |
|  | Comunicaciones          | 0                       |                         |                         |   |          |                 |                 |                 |                 |  |          |                  |                  |                  |                  |  |
|  | Claypole                | 1                       | 0                       | 1                       |   |          |                 |                 |                 |                 |  |          |                  |                  |                  |                  |  |
|  | Claypole                | 1                       | 0                       | 1                       |   |          |                 |                 |                 |                 |  |          |                  |                  |                  |                  |  |
|  |                         |                         |                         |                         |   |          |                 |                 |                 |                 |  |          |                  |                  |                  |                  |  |

- Nota: En cada llave, el equipo que ocupa la primera línea es el que definió la serie como local y tuvo ventaja deportiva.

## Final por el segundo ascenso
Fue disputada entre San Martín de Burzaco, perdedor de la final por el campeonato, y Cañuelas, ganador del Torneo reducido. El ganador obtuvo el segundo ascenso a la Primera C.
| Cañuelas       | 3 - 1 | San Martín (B) | Alfredo Beranger   | 6 de julio  |
| San Martín (B) | 2 - 1 | Cañuelas       | Enrique de Roberts | 13 de julio |

## Tabla de descenso
Como a partir de esta temporada los partidos ganados entregaban tres puntos, pero en las temporadas anteriores los mismos valían dos, para confeccionar la tabla de promedios se consideró el puntaje que los equipos hubieran tenido en los torneos previos, es decir, el puntaje equivalía a dos puntos por victoria.
En caso contrario, el puntaje de este torneo hubiera tenido más influencia sobre el promedio, lo cual hubiera generado una desproporción en el mismo. Por esta razón, el puntaje de la presente tabla no coincide con el de la general de la temporada.
| Pos  | Equipo              | PJ | 1993-94 | 1994-95 | 1995-96 | Pts | Promedio |
| ---- | ------------------- | -- | ------- | ------- | ------- | --- | -------- |
| 1.º  | Cañuelas            | 48 | 43      | 38      | 129     | 90  | 1,433    |
| 2.º  | San Martín (B)      | 40 | 31      | 42      | 113     | 90  | 1,256    |
| 3.º  | Central Ballester   | 26 | 40      | 43      | 109     | 90  | 1,211    |
| 4.º  | Comunicaciones      | -  | -       | 36      | 36      | 30  | 1,200    |
| 5.º  | Victoriano Arenas   | 36 | 44      | 27      | 107     | 90  | 1,189    |
| 6.º  | Claypole            | -  | 36      | 33      | 69      | 60  | 1,150    |
| 7.º  | Lugano              | -  | -       | 33      | 33      | 30  | 1,100    |
| 8.º  | Acassuso            | 33 | 27      | 37      | 97      | 90  | 1,078    |
| 9.º  | Villa San Carlos    | -  | -       | 30      | 30      | 30  | 1,000    |
| 10.º | Sacachispas         | 28 | 27      | 32      | 87      | 90  | 0,967    |
| 11.º | Sportivo Barracas   | -  | 28      | 27      | 55      | 60  | 0,917    |
| 12.º | Yupanqui            | 23 | 24      | 33      | 80      | 90  | 0,889    |
| 13.º | Fénix               | 23 | 25      | 22      | 70      | 90  | 0,778    |
| 14.º | Juventud Unida      | -  | 26      | 19      | 45      | 60  | 0,750    |
| 15.º | Atlas               | -  | 24      | 17      | 41      | 60  | 0,683    |
| 16.º | Ferrocarril Urquiza | -  | -       | 11      | 11      | 30  | 0,367    |

|  | Desafiliado por una temporada. |

## Torneo reclasificatorio
Como consecuencia de la reglamentación que exigía la participación de 18 equipos en el campeonato de Primera C, se disputó un torneo reclasificatorio en el que participaron todos los equipos que habían mantenido la categoría en esta temporada, al que se sumó a los dos equipos peor ubicados en la tabla de promedios de la Primera C 1995-96.
Se jugaron cinco instancias por eliminación directa. La primera la disputaron seis de los equipos, otros cinco equipos ingresaron en la segunda ronda, y Sa n Martín (B), perdedor de la final por el segundo ascenso, que ingresó en la tercera ronda, junto con el peor promedio de la Primera C, mientras que el penúltimo de la tabla de promedios de la Primera C accedió directamente a semifinales.
Todas las fases se jugaron a partido único en cancha neutral, con los cruces programados a partir de la tabla de posiciones final. En caso de empate en el partido se disputaría tiempo suplementario y, de persistir la igualdad, se definiría por medio de tiros desde el punto penal.
El ganador jugó la siguiente temporada en la Primera C, aunque, más tarde, al perdedor de la final le otorgaron el mismo derecho.

### Cuadro de desarrollo
|  | Primera ronda     | Primera ronda     | Primera ronda     |                   |                   | Segunda ronda          | Segunda ronda          | Segunda ronda          |   |                | Tercera ronda           | Tercera ronda           | Tercera ronda           |       |  | Semifinales             | Semifinales             | Semifinales             |   |  | Final        | Final        | Final        |  |
|  | 6 de julio        | 6 de julio        | 6 de julio        |                   |                   | 6 de julio/13 de julio | 6 de julio/13 de julio | 6 de julio/13 de julio |   |                | 13 de julio/20 de julio | 13 de julio/20 de julio | 13 de julio/20 de julio |       |  | 20 de julio/27 de julio | 20 de julio/27 de julio | 20 de julio/27 de julio |   |  | 10 de agosto | 10 de agosto | 10 de agosto |  |
|  |                   |                   |                   |                   |                   |                        |                        |                        |   |                |                         |                         |                         |       |  |                         |                         |                         |   |  |              |              |              |  |
|  |                   |                   |                   |                   |                   |                        |                        |                        |   |                |                         |                         |                         |       |  |                         |                         |                         |   |  |              |              |              |  |
|  |                   |                   |                   |                   |                   |                        |                        |                        |   |                |                         |                         |                         |       |  |                         |                         |                         |   |  |              |              |              |  |
|  |                   |                   |                   |                   |                   |                        |                        |                        |   |                |                         |                         |                         |       |  |                         |                         |                         |   |  |              |              |              |  |
|  |                   |                   |                   |                   |                   |                        |                        |                        |   |                |                         |                         |                         |       |  |                         |                         |                         |   |  |              |              |              |  |
|  |                   | Claypole          | Claypole          | 2                 |                   |                        |                        |                        |   |                |                         |                         |                         |       |  |                         |                         |                         |   |  |              |              |              |  |
|  |                   |                   |                   | 2                 |                   |                        |                        |                        |   |                |                         |                         |                         |       |  |                         |                         |                         |   |  |              |              |              |  |
|  |                   |                   | Sportivo Barracas | Sportivo Barracas | 1                 |                        |                        |                        |   |                |                         |                         |                         |       |  |                         |                         |                         |   |  |              |              |              |  |
|  |                   |                   | Sportivo Barracas | Sportivo Barracas | 1                 |                        |                        |                        |   |                |                         |                         |                         |       |  |                         |                         |                         |   |  |              |              |              |  |
|  |                   |                   |                   |                   |                   |                        |                        |                        |   |                |                         |                         |                         |       |  |                         |                         |                         |   |  |              |              |              |  |
|  |                   |                   |                   |                   |                   |                        |                        |                        |   |                |                         |                         |                         |       |  |                         |                         |                         |   |  |              |              |              |  |
|  |                   |                   |                   |                   |                   |                        | Claypole               | Claypole               | 3 |                |                         |                         |                         |       |  |                         |                         |                         |   |  |              |              |              |  |
|  |                   |                   |                   |                   |                   |                        |                        |                        | 3 |                |                         |                         |                         |       |  |                         |                         |                         |   |  |              |              |              |  |
|  |                   |                   | Villa San Carlos  | Villa San Carlos  | 1                 |                        |                        |                        |   |                |                         |                         |                         |       |  |                         |                         |                         |   |  |              |              |              |  |
|  |                   |                   | Villa San Carlos  | Villa San Carlos  | 1                 |                        |                        |                        |   |                |                         |                         |                         |       |  |                         |                         |                         |   |  |              |              |              |  |
|  |                   |                   |                   |                   |                   |                        |                        |                        |   |                |                         |                         |                         |       |  |                         |                         |                         |   |  |              |              |              |  |
|  |                   |                   |                   |                   |                   |                        |                        |                        |   |                |                         |                         |                         |       |  |                         |                         |                         |   |  |              |              |              |  |
|  |                   | Sacachispas       | Sacachispas       | 1                 |                   |                        |                        |                        |   |                |                         |                         |                         |       |  |                         |                         |                         |   |  |              |              |              |  |
|  |                   |                   |                   | 1                 |                   |                        |                        |                        |   |                |                         |                         |                         |       |  |                         |                         |                         |   |  |              |              |              |  |
|  |                   |                   | Villa San Carlos  | Villa San Carlos  | 2                 |                        |                        |                        |   |                |                         |                         |                         |       |  |                         |                         |                         |   |  |              |              |              |  |
|  |                   |                   | Villa San Carlos  | Villa San Carlos  | 2                 |                        |                        |                        |   |                |                         |                         |                         |       |  |                         |                         |                         |   |  |              |              |              |  |
|  |                   |                   |                   |                   |                   |                        |                        |                        |   |                |                         |                         |                         |       |  |                         |                         |                         |   |  |              |              |              |  |
|  |                   |                   |                   |                   |                   |                        |                        |                        |   |                |                         |                         |                         |       |  |                         |                         |                         |   |  |              |              |              |  |
|  |                   |                   |                   |                   |                   |                        |                        |                        |   |                |                         | Claypole                | Claypole                | 1     |  |                         |                         |                         |   |  |              |              |              |  |
|  |                   |                   |                   |                   |                   |                        |                        |                        |   |                |                         |                         |                         | 1     |  |                         |                         |                         |   |  |              |              |              |  |
|  |                   |                   | Barracas Central  | Barracas Central  | 3                 |                        |                        |                        |   |                |                         |                         |                         |       |  |                         |                         |                         |   |  |              |              |              |  |
|  |                   |                   | Barracas Central  | Barracas Central  | 3                 |                        |                        |                        |   |                |                         |                         |                         |       |  |                         |                         |                         |   |  |              |              |              |  |
|  |                   |                   |                   |                   |                   |                        |                        |                        |   |                |                         |                         |                         |       |  |                         |                         |                         |   |  |              |              |              |  |
|  |                   |                   |                   |                   |                   |                        |                        |                        |   |                |                         |                         |                         |       |  |                         |                         |                         |   |  |              |              |              |  |
|  |                   |                   |                   |                   |                   |                        |                        |                        |   |                |                         |                         |                         |       |  |                         |                         |                         |   |  |              |              |              |  |
|  |                   |                   |                   |                   |                   |                        |                        |                        |   |                |                         |                         |                         |       |  |                         |                         |                         |   |  |              |              |              |  |
|  |                   |                   |                   |                   |                   |                        |                        |                        |   |                |                         |                         |                         |       |  |                         |                         |                         |   |  |              |              |              |  |
|  |                   |                   |                   |                   |                   |                        |                        |                        |   |                |                         |                         |                         |       |  |                         |                         |                         |   |  |              |              |              |  |
|  |                   |                   |                   |                   |                   |                        |                        |                        |   |                |                         |                         |                         |       |  |                         |                         |                         |   |  |              |              |              |  |
|  |                   |                   |                   |                   |                   |                        |                        |                        |   |                |                         |                         |                         |       |  |                         |                         |                         |   |  |              |              |              |  |
|  |                   |                   |                   |                   |                   |                        |                        |                        |   |                |                         |                         |                         |       |  |                         |                         |                         |   |  |              |              |              |  |
|  |                   |                   |                   |                   |                   |                        |                        |                        |   |                |                         |                         |                         |       |  |                         |                         |                         |   |  |              |              |              |  |
|  |                   |                   |                   |                   |                   |                        |                        |                        |   |                |                         |                         |                         |       |  |                         |                         |                         |   |  |              |              |              |  |
|  |                   |                   |                   |                   |                   |                        |                        |                        |   |                |                         |                         |                         |       |  |                         |                         |                         |   |  |              |              |              |  |
|  |                   |                   |                   |                   |                   |                        |                        |                        |   |                |                         |                         |                         |       |  |                         |                         |                         |   |  |              |              |              |  |
|  |                   |                   |                   |                   |                   |                        |                        |                        |   |                |                         |                         |                         |       |  |                         |                         |                         |   |  |              |              |              |  |
|  |                   |                   |                   |                   |                   |                        |                        |                        |   |                |                         |                         |                         |       |  |                         |                         |                         |   |  |              |              |              |  |
|  |                   |                   |                   |                   |                   |                        |                        |                        |   |                |                         |                         |                         |       |  |                         |                         |                         |   |  |              |              |              |  |
|  |                   |                   |                   |                   |                   |                        |                        |                        |   |                |                         |                         |                         |       |  |                         |                         |                         |   |  |              |              |              |  |
|  |                   |                   |                   |                   |                   |                        |                        |                        |   |                |                         |                         |                         |       |  |                         |                         |                         |   |  |              |              |              |  |
|  |                   |                   |                   |                   |                   |                        |                        |                        |   |                |                         |                         |                         |       |  |                         |                         |                         |   |  |              |              |              |  |
|  |                   |                   |                   |                   |                   |                        |                        |                        |   |                |                         |                         |                         |       |  |                         |                         |                         |   |  |              |              |              |  |
|  |                   |                   |                   |                   |                   |                        |                        |                        |   |                |                         |                         |                         |       |  |                         | Barracas Central        | Barracas Central        | 0 |  |              |              |              |  |
|  |                   |                   |                   |                   |                   |                        |                        |                        |   |                |                         |                         |                         |       |  |                         |                         |                         | 0 |  |              |              |              |  |
|  |                   |                   | San Martín (B)    | San Martín (B)    | 4                 |                        |                        |                        |   |                |                         |                         |                         |       |  |                         |                         |                         |   |  |              |              |              |  |
|  | Yupanqui          | Yupanqui          | San Martín (B)    | San Martín (B)    | 4                 | 3                      |                        |                        |   |                |                         |                         |                         |       |  |                         |                         |                         |   |  |              |              |              |  |
|  | Yupanqui          | Yupanqui          |                   |                   |                   |                        |                        |                        |   |                |                         |                         |                         |       |  |                         |                         |                         |   |  |              |              |              |  |
|  | Victoriano Arenas | Victoriano Arenas | 4                 |                   |                   |                        |                        |                        |   |                |                         |                         |                         |       |  |                         |                         |                         |   |  |              |              |              |  |
|  | Victoriano Arenas | Victoriano Arenas | 4                 |                   | Victoriano Arenas | Victoriano Arenas      | 1                      |                        |   |                |                         |                         |                         |       |  |                         |                         |                         |   |  |              |              |              |  |
|  |                   |                   |                   |                   | Victoriano Arenas | Victoriano Arenas      | 1                      |                        |   |                |                         |                         |                         |       |  |                         |                         |                         |   |  |              |              |              |  |
|  |                   |                   | Comunicaciones    | Comunicaciones    | 6                 |                        |                        |                        |   |                |                         |                         |                         |       |  |                         |                         |                         |   |  |              |              |              |  |
|  | Comunicaciones    | Comunicaciones    | Comunicaciones    | Comunicaciones    | 6                 | 4                      |                        |                        |   |                |                         |                         |                         |       |  |                         |                         |                         |   |  |              |              |              |  |
|  | Comunicaciones    | Comunicaciones    |                   |                   |                   |                        |                        |                        |   |                |                         |                         |                         |       |  |                         |                         |                         |   |  |              |              |              |  |
|  | Juventud Unida    | Juventud Unida    | 0                 |                   |                   |                        |                        |                        |   |                |                         |                         |                         |       |  |                         |                         |                         |   |  |              |              |              |  |
|  | Juventud Unida    | Juventud Unida    | 0                 |                   |                   |                        |                        |                        |   | Comunicaciones | Comunicaciones          | 2                       |                         |       |  |                         |                         |                         |   |  |              |              |              |  |
|  |                   |                   |                   |                   |                   |                        |                        |                        |   | Comunicaciones | Comunicaciones          | 2                       |                         |       |  |                         |                         |                         |   |  |              |              |              |  |
|  |                   |                   | Puerto Nuevo      | Puerto Nuevo      | 0                 |                        |                        |                        |   |                |                         |                         |                         |       |  |                         |                         |                         |   |  |              |              |              |  |
|  |                   |                   | Puerto Nuevo      | Puerto Nuevo      | 0                 |                        |                        |                        |   |                |                         |                         |                         |       |  |                         |                         |                         |   |  |              |              |              |  |
|  |                   |                   |                   |                   |                   |                        |                        |                        |   |                |                         |                         |                         |       |  |                         |                         |                         |   |  |              |              |              |  |
|  |                   |                   |                   |                   |                   |                        |                        |                        |   |                |                         |                         |                         |       |  |                         |                         |                         |   |  |              |              |              |  |
|  |                   |                   |                   |                   |                   |                        |                        |                        |   |                |                         |                         |                         |       |  |                         |                         |                         |   |  |              |              |              |  |
|  |                   |                   |                   |                   |                   |                        |                        |                        |   |                |                         |                         |                         |       |  |                         |                         |                         |   |  |              |              |              |  |
|  |                   |                   |                   |                   |                   |                        |                        |                        |   |                |                         |                         |                         |       |  |                         |                         |                         |   |  |              |              |              |  |
|  |                   |                   |                   |                   |                   |                        |                        |                        |   |                |                         |                         |                         |       |  |                         |                         |                         |   |  |              |              |              |  |
|  |                   |                   |                   |                   |                   |                        |                        |                        |   |                |                         |                         |                         |       |  |                         |                         |                         |   |  |              |              |              |  |
|  |                   |                   |                   |                   |                   |                        |                        |                        |   |                |                         |                         |                         |       |  |                         |                         |                         |   |  |              |              |              |  |
|  |                   |                   |                   |                   |                   |                        |                        |                        |   |                |                         | Comunicaciones          | Comunicaciones          | 1 (1) |  |                         |                         |                         |   |  |              |              |              |  |
|  |                   |                   |                   |                   |                   |                        |                        |                        |   |                |                         |                         |                         | 1 (1) |  |                         |                         |                         |   |  |              |              |              |  |
|  |                   |                   | San Martín (B)    | San Martín (B)    | 1 (3)             |                        |                        |                        |   |                |                         |                         |                         |       |  |                         |                         |                         |   |  |              |              |              |  |
|  | Lugano            | Lugano            | San Martín (B)    | San Martín (B)    | 1 (3)             | 1 (0)                  |                        |                        |   |                |                         |                         |                         |       |  |                         |                         |                         |   |  |              |              |              |  |
|  | Lugano            | Lugano            |                   |                   |                   |                        |                        |                        |   |                |                         |                         |                         |       |  |                         |                         |                         |   |  |              |              |              |  |
|  | Fénix             | Fénix             | 1 (3)             |                   |                   |                        |                        |                        |   |                |                         |                         |                         |       |  |                         |                         |                         |   |  |              |              |              |  |
|  | Fénix             | Fénix             | 1 (3)             |                   | Fénix             | Fénix                  | 1                      |                        |   |                |                         |                         |                         |       |  |                         |                         |                         |   |  |              |              |              |  |
|  |                   |                   |                   |                   | Fénix             | Fénix                  | 1                      |                        |   |                |                         |                         |                         |       |  |                         |                         |                         |   |  |              |              |              |  |
|  |                   |                   | Acassuso          | Acassuso          | 2                 |                        |                        |                        |   |                |                         |                         |                         |       |  |                         |                         |                         |   |  |              |              |              |  |
|  |                   |                   | Acassuso          | Acassuso          | 2                 |                        |                        |                        |   |                |                         |                         |                         |       |  |                         |                         |                         |   |  |              |              |              |  |
|  |                   |                   |                   |                   |                   |                        |                        |                        |   |                |                         |                         |                         |       |  |                         |                         |                         |   |  |              |              |              |  |
|  |                   |                   |                   |                   |                   |                        |                        |                        |   |                |                         |                         |                         |       |  |                         |                         |                         |   |  |              |              |              |  |
|  |                   |                   |                   |                   |                   |                        | Acassuso               | Acassuso               | 0 |                |                         |                         |                         |       |  |                         |                         |                         |   |  |              |              |              |  |
|  |                   |                   |                   |                   |                   |                        |                        |                        | 0 |                |                         |                         |                         |       |  |                         |                         |                         |   |  |              |              |              |  |
|  |                   |                   | San Martín (B)    | San Martín (B)    | 4                 |                        |                        |                        |   |                |                         |                         |                         |       |  |                         |                         |                         |   |  |              |              |              |  |
|  |                   |                   | San Martín (B)    | San Martín (B)    | 4                 |                        |                        |                        |   |                |                         |                         |                         |       |  |                         |                         |                         |   |  |              |              |              |  |
|  |                   |                   |                   |                   |                   |                        |                        |                        |   |                |                         |                         |                         |       |  |                         |                         |                         |   |  |              |              |              |  |
|  |                   |                   |                   |                   |                   |                        |                        |                        |   |                |                         |                         |                         |       |  |                         |                         |                         |   |  |              |              |              |  |
|  |                   |                   |                   |                   |                   |                        |                        |                        |   |                |                         |                         |                         |       |  |                         |                         |                         |   |  |              |              |              |  |
|  |                   |                   |                   |                   |                   |                        |                        |                        |   |                |                         |                         |                         |       |  |                         |                         |                         |   |  |              |              |              |  |
|  |                   |                   |                   |                   |                   |                        |                        |                        |   |                |                         |                         |                         |       |  |                         |                         |                         |   |  |              |              |              |  |
|  |                   |                   |                   |                   |                   |                        |                        |                        |   |                |                         |                         |                         |       |  |                         |                         |                         |   |  |              |              |              |  |
|  |                   |                   |                   |                   |                   |                        |                        |                        |   |                |                         |                         |                         |       |  |                         |                         |                         |   |  |              |              |              |  |
|  |                   |                   |                   |                   |                   |                        |                        |                        |   |                |                         |                         |                         |       |  |                         |                         |                         |   |  |              |              |              |  |
|  |                   |                   |                   |                   |                   |                        |                        |                        |   |                |                         |                         |                         |       |  |                         |                         |                         |   |  |              |              |              |  |
|  |                   |                   |                   |                   |                   |                        |                        |                        |   |                |                         |                         |                         |       |  |                         |                         |                         |   |  |              |              |              |  |

- Nota: Los partidos se jugaron en cancha neutral.

### Primera ronda
| 6 de julio de 1996 | Comunicaciones | 4:0 | Juventud Unida | Estadio Roberto Larrosa, Buenos Aires |  |

| 6 de julio de 1996 | Lugano | (0)1:1(3) (t.s.)(p.) | Fénix | Estadio Monumental de Villa Lynch, Villa Lynch |  |

| 6 de julio de 1996 | Yupanqui | 3:4 (t.s.) | Victoriano Arenas | Estadio Rodolfo Vicente Capocasa, Claypole |  |

| 6 de julio de 1996 | Claypole | 2:1 | Sportivo Barracas | Estadio Alfredo Ramos, Buenos Aires |  |

| 6 de julio de 1996 | Sacachispas | 1:2 | Villa San Carlos | Estadio Delfín Edmundo Benítez, Buenos Aires |  |

### Segunda ronda
| 13 de julio de 1996 | Fénix | 1:2 | Acassuso | Estadio Alfredo Ramos, Buenos Aires |  |

| 13 de julio de 1996 | Comunicaciones | 6:1 | Victoriano Arenas | Estadio Roberto Larrosa, Buenos Aires |  |

| 13 de julio de 1996 | Claypole | 3:1 | Villa San Carlos | Estadio 12 de Octubre, Ensenada |  |

### Tercera ronda
| 20 de julio de 1996 | Claypole | 1:3 | Barracas Central | Estadio 20 de Octubre, Tristán Suárez |  |

| 20 de julio de 1996 | Puerto Nuevo | 0:2 | Comunicaciones | Estadio Ramón Roque Martín, El Libertador |  |

| 20 de julio de 1996 | Acassuso | 0:4 | San Martín (B) | Estadio Monumental de Villa Lynch, Villa Lynch |  |

### Semifinales
| 27 de julio de 1996 | Comunicaciones | (1)1:1(3) (t.s.)(p.) | San Martín (B) | Estadio Roberto Larrosa, Buenos Aires |  |

### Final
| 10 de agosto de 1996 | Barracas Central | 0:4 | San Martín (B) | Estadio Guillermo Laza, Buenos Aires |  |